# Chennevières-lès-Louvres
Chennevières-lès-Louvres egy község Franciaországban. Lakosainak száma 294 fő (2022. január 1.).

## Földrajza
Chennevières-lès-Louvres Vémars, Épiais-lès-Louvres, Louvres és Villeron községekkel határos.